# Русские национальные символы
Русские национальные символы — олицетворяющие русских и служащие для их самоидентификации исторически сложившиеся символы, к числу которых относятся символы русской государственности, объекты, явления, животные, национальные герои и др.
Влияние на национально-государственное самосознание имеют символы русской государственности, эмблемы, символизирующие княжескую, царскую и имперскую власть, существовавшие на протяжении X — начала XX веков, такие как лев, всадник, единорог, одноглавый и российский двуглавый орёл, а также российский флаг-триколор.
В Российской империи официально признанными героями стали широко отражённые в фольклоре фигуры, от былинно-исторического князя Владимира Святославича до получившего эпико-легендарные черты Петра I и других создателей империи.

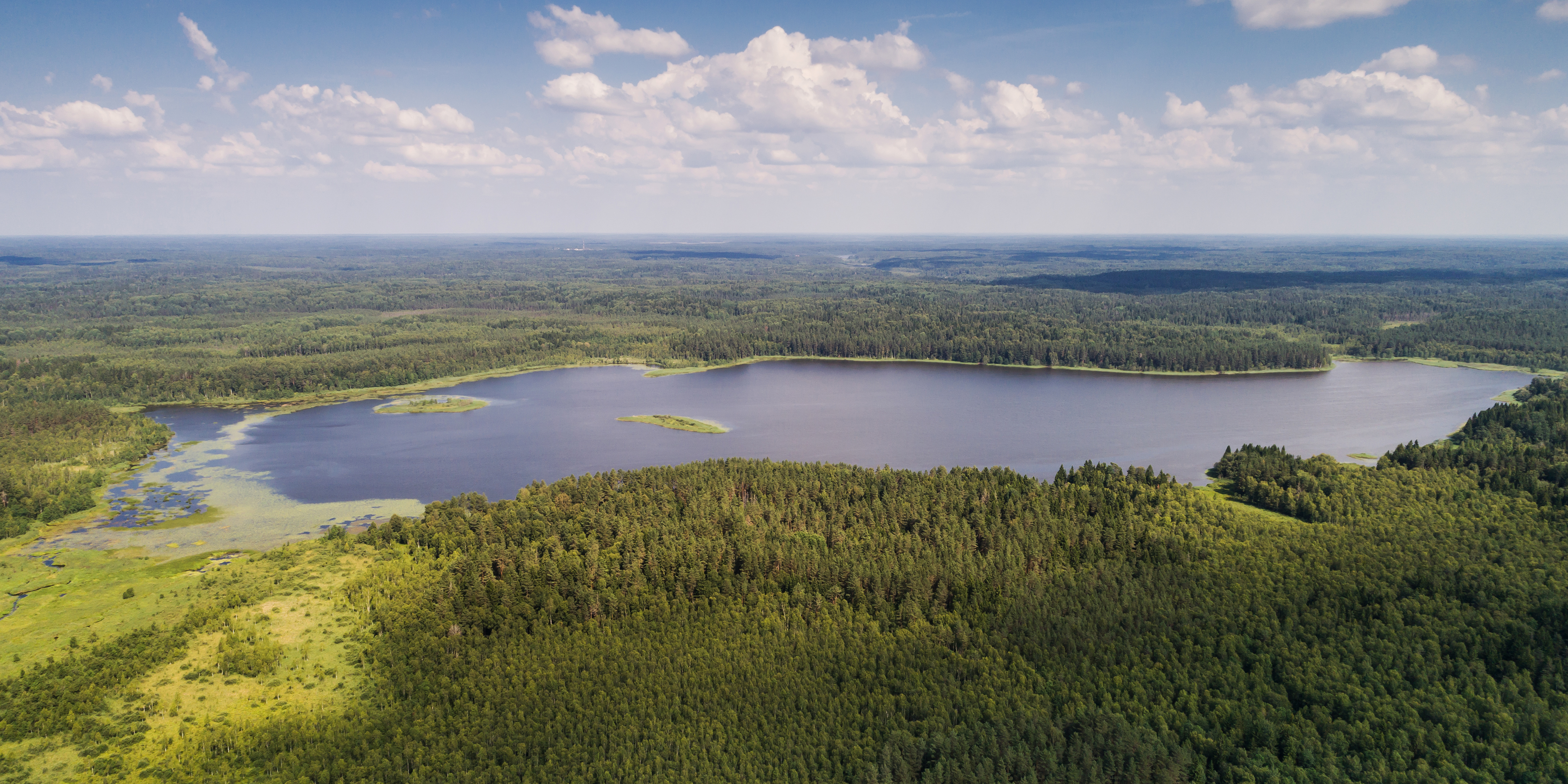
Новгородский край

Основными героями национально-государственной истории являются деятели, способствовавшие становлению и укреплению государственности. Они становятся символами мощи и достижений государства, понимаются как выразители «национального духа». К числу таких героев национально-государственная историография относит в первую очередь государственных и политических деятелей, военачальников, затем деятелей культуры и науки и, в конце, народных героев, таких как Иван Сусанин. К основным историческим событиям относятся отражающие значимые этапы становления государственности, включая борьбу за национальную независимость, революции и др., а также рассматриваемые в качестве проявлений «национального духа».
В 1920-х — начале 1930-х годов, в условиях построения советского официального мифа о российском прошлом, главным содержанием которого считалась «классовая борьба», героев имперского нарратива вначале пытались заменить отражёнными в народном предании бунтарями, такими как Степан Разин и Емельян Пугачёв. С 1930-х годов, когда в исторический миф вновь были привнесены национальные черты, пантеон героев соединил как творцов российской государственности, так и деятелей, которые разрушали её «во имя народного счастья». С середины 1930-х годов в ходе отказа от идеи мировой революции и разгрома Сталиным старой «ленинской гвардии» советская идеология и политика из революционно-эмансипаторской постепенно трансформировалась в неоимперскую. В ходе этой эволюции главной идеологической опорой стал государственный руссоцентричный патриотизм, включавший активное использование советским партийным руководством русских национальных символов и героев с целью патриотической индоктринации населения. Американским исследователем Д. Бранденбергером был предложен термин «руссоцентризм». Следствием этих политических изменений стало восстановление позитивного образа дореволюционной России и возврат этатистского дискурса. Если в 1920-е годы политика памяти акцентировалась на радикальном разрыве с «проклятым прошлым», то через полтора десятилетия правящие круги начали строить дискурс исторической преемственности от «старорежимной» к советской России. Эта пересмотренная историческая концепция включала идею «прогрессивных» царей Ивана Грозного и Петра I, которые строили могучее государство, как это делает Сталин, а русский народ стал использоваться как несущий элемент всей новой имперской конструкции.
Великая Отечественная война трансформировала советское государственное устройство как физически, так и символически. После прекращения своего существования Советский Союз оставил эпическое наследие, которое, с учётом советской национальной политики, было присвоено разными этносами, которые были затронуты войной. Великая Отечественная война как символ в многочисленных трансформациях пережил и государственное образование, которое вело эту войну.
Согласно исследованию 2008 года наиболее значимыми национальными символами для русской этнической группы являются: Пётр I, берёза, медведь, Волга, церковь, Александр Пушкин, «национальный герой». Национальными героями выступают Александр Невский, Дмитрий Донской, Кузьма Минин и Дмитрий Пожарский, Александр Суворов и Михаил Кутузов и др. Одним из русских национальных символов считается дорога, уходящая в «бесконечную даль».
Для этнического большинства России характерен не этнический, а государственнический державный традиционализм, связанный с ощущением гордости за принадлежность к государству, имеющему тысячелетнюю историю, главные события которой включают военные победы и расширение территорий. Эти тенденции отражает, в частности, устойчивый пантеон героев, в котором согласно опросам первой декады 2000-х годов преобладали «державные герои» — цари, вожди и полководцы: Пётр I, Александр Невский, Дмитрий Донской, Екатерина II, Иван Грозный, Иосиф Сталин, Георгий Жуков. Этот ряд нарушает только Юрий Гагарин. В качестве главного ключевого события истории в оценках русских, имея большой отрыв, фигурировала Великая Отечественная война. Она стала не только символом советской сверхдержавы, но и русским национальным символом.
Салат оливье в изменённом виде считается символом русской кухни в Европе, так называемый русский салат.